# Blountsville (Alabama)
Blountsville ist eine Town im Blount County im Bundesstaat Alabama in den Vereinigten Staaten.
Das U.S. Census Bureau hat bei der Volkszählung 2020 eine Einwohnerzahl von 1.826 ermittelt.

## Geographie
Blountsville liegt im Norden Alabamas im Südosten der Vereinigten Staaten.
Nahegelegene Orte sind unter anderem Cleveland (3 km südlich), Holly Pond (4 km nördlich), Hanceville (11 km westlich), Garden City (13 km südwestlich) und Susan Moore (13 km östlich). Die nächste größere Stadt ist mit 212.000 Einwohnern das etwa 43 Kilometer südlich entfernt gelegene Birmingham.

## Geschichte
Vor Gründung der Stadt war das Areal als Indianersiedlung Wassausey bekannt. 1816 wurde die Stadt als Bear Meat Cabin gegründet und 1825 bei Eröffnung des Postamtes in den heutigen Namen umbenannt. Bis 1889 war Blountsville County Seat, ehe die Verwaltung des County nach Oneonta verlegt wurde. Schon in den frühen Jahren existierten zahlreiche Schulen in der Stadt, 1833 wurden ein Courthouse und ein Gefängnis gebaut.
Benannt ist die Stadt nach Willie Blount dem vierten Gouverneur von Tennessee.

## Verkehr
Die Stadt wird vom U.S. Highway 231 durchzogen und im Süden von der Alabama State Route 79 tangiert. Beide stellen im Norden einen Anschluss an den U.S. Highway 278 her. Etwa 24 Kilometer westlich der Stadt verläuft der Interstate 65.
Etwa 30 Kilometer nordwestlich befindet sich der Cullman Regional Airport-Folsom Field, 54 Kilometer südwestlich außerdem der Birmingham-Shuttlesworth International Airport.

## Demographie
Die Volkszählung 2000 ergab eine Einwohnerzahl von 1768, verteilt auf 743 Haushalte und 479 Familien. Die Bevölkerungsdichte lag bei 326 Menschen pro Quadratkilometer. 89,5 % der Bevölkerung waren Weiße, 0,8 % Indianer, 0,3 % Asiaten und 0,1 % Pazifische Insulaner. 8,2 % entstammten einer anderen Ethnizität, 1,1 % hatten zwei oder mehr Ethnizitäten, 16,2 % waren Hispanics oder Lateinamerikaner jedweder Ethnizität. Auf 100 Frauen kamen 95 Männer. Das Durchschnittsalter lag bei 37 Jahren, das Pro-Kopf-Einkommen betrug 13.426 US-Dollar, womit 25,5 % der Bevölkerung unterhalb der Armutsgrenze lebten.
Bis zur Volkszählung 2010 sank die Einwohnerzahl auf 1684.